# كلنكوة عثكولية
كلنكوة عثكولية (الاسم العلمي:Kalanchoe paniculata) هي نوع من النباتات تتبع جنس الكلنكوة من الفصيلة الكرسولية.